# 阿尔珀施泰特
阿尔珀施泰特是德国图林根州的一个市镇。总面积8.88平方公里，总人口702人，其中男性330人，女性372人（2011年12月31日），人口密度79人/平方公里。